# Давід (Румунія)
Давід (рум. David) — село у повіті Нямц в Румунії. Входить до складу комуни Велень.
Село розташоване на відстані 292 км на північ від Бухареста, 25 км на північний схід від П'ятра-Нямца, 70 км на захід від Ясс.

## Населення
За даними перепису населення 2002 року у селі проживали 130 осіб, з них 129 осіб (99,2%) румунів. Рідною мовою 129 осіб (99,2%) назвали румунську.